# Oxyurichthys
Oxyurichthys  es un género de peces de la familia de los gobios y del orden de los perciformes.

## Especies
Se han descrito 25 especies en este género:
- Oxyurichthys auchenolepis Bleeker, 1876
- Oxyurichthys chinensis Pezold & Larson, 2015
- Oxyurichthys cornutus McCulloch & Waite, 1918
- Oxyurichthys guibei J.L.B. Smith, 1959
- Oxyurichthys heisei Pezold, 1998
- Oxyurichthys keiensis (J.L.B. Smith, 1938)
- Oxyurichthys lemayi (J.L.B. Smith, 1947)
- Oxyurichthys limophilus Pezold & Larson, 2015
- Oxyurichthys lonchotus (O. P. Jenkins, 1903)
- Oxyurichthys microlepis (Bleeker, 1849)
- Oxyurichthys mindanensis (Herre, 1927)
- Oxyurichthys notonema (M. C. W. Weber, 1909)
- Oxyurichthys omanensis Fatah Zarei, Saud M. Al Jufaili and Esmaeili. 2022[9]
- Oxyurichthys ophthalmonema (Bleeker, 1856)
- Oxyurichthys papuensis (Valenciennes, 1837)
- Oxyurichthys paulae Pezold, 1998
- Oxyurichthys petersii (Klunzinger, 1871)
- Oxyurichthys stigmalophius (Mead & J. E. Böhlke, 1958)
- Oxyurichthys takagi Pezold, 1998
- Oxyurichthys tentacularis (Valenciennes, 1837)
- Oxyurichthys uronema (M. C. W. Weber, 1909)
- Oxyurichthys viridis Herre, 1927
- Oxyurichthys visayanus Herre, 1927
- Oxyurichthys zeta Pezold & Larson, 2015